# Chanticleer Island
Chanticleer Island ist eine rund 1,5 km lange und nahezu eisfreie Insel im Palmer-Archipels westlich der Antarktischen Halbinsel. Sie liegt vor dem nordwestlichen Ende von Hoseason Island.
Das UK Antarctic Place-Names Committee benannte die Insel 1960 nach der HMS Chanticleer, mit der Henry Foster am 7. Januar 1829 in den Gewässern um diese Insel operierte.